# Bọ rùa chữ nhân
Bọ rùa chữ nhân (danh pháp hai phần: Coccinella transversalis) là một loài bọ rùa được tìm thấy từ Ấn Độ đến khắp miền nam và đông nam châu Á đến Malesia và Úc. Không nên nhầm lẫn loài này với C. transversoguttata, một loài phổ biến ở châu Âu và Bắc Mỹ. Tên tiếng Việt của loài này được đặt như vậy do trên cánh loài này có các vạch giống chữ nhân (tiếng Trung: 人).
Coccinella transversalis được nhà động vật học người Đan Mạch Johan Christian Fabricius mô tả lần đầu tiên vào năm 1781 với tên gọi Coccinella transversalis và vẫn mang tên ban đầu của nó. Vài tháng sau đó, Carl Peter Thunberg đặt tên cho loài này là C. repanda.

## Mô tả
Sự chênh lệch về kích thước của những cá thể trong loài này là không lớn với chiều dài từ 3,8 đến 6,7 mm (0,15 đến 0,26 inch) và rộng từ 3,3 đến 5,45 mm (0,130 đến 0,215 inch). Nó có một cái đầu màu đen với cánh chủ yếu là màu đỏ tươi hoặc màu cam được đánh dấu đậm bằng một dải màu đen dọc theo đường giữa và hai dấu ba thùy bên. 

## Vai trò sinh học
Giống như nhiều loài bọ rùa, bọ rùa ngang đóng một vai trò quan trọng trong nông nghiệp vì nó săn mồi nhiều loại côn trùng ăn thực vật gây hại cho mùa màng, đặc biệt là vào đầu mùa sinh trưởng. Trong số những loài côn trùng bị săn bắt có nhiều loài rệp, trong đó có Acyrthosiphon pisum, Aphis affinis, Aphis craccivora, Aphis gossypii, Aphis nerii, Aphis spiraecola, Brachycaudus helichrysi, Brevicoryne brassicae, Cervaphis quercus, Cervaphis rappardi indica, Lipaphis pseudobrassicae, Macrosiphoniella yomogifoliae, Macrosiphum euphorbiae, Macrosiphum rosae, Melanaphis donacis, Melanaphis sacchari, Myzus nicotianae, Myzus persicae, Pentalonia nigronerv osa, Rhopalosiphum maidis, Sitobion rosaeiformis, Taoia indica, Toxoptera aurantii, Therioaphis ononidis, Therioaphis trifolii, Uroleucon compositae và Uroleucon sonchi, các loài rầy bao gồm Empoascanara indica và Idioscopus clypealis, ấu trùng của các loài côn trùng có vảy : Orthezia insignis, Diaphorina citri, Helicoverpa armigera và Spodoptera litura. 

## Hình ảnh

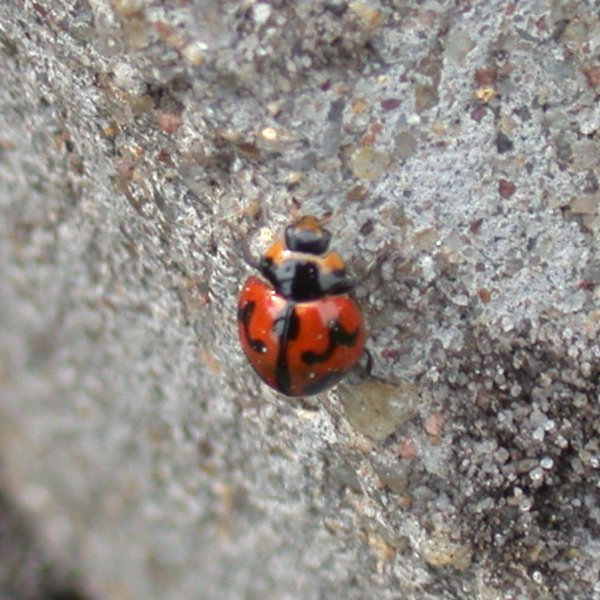
Hình chụp ở Carnegie, Melbourne, Victoria, Australia
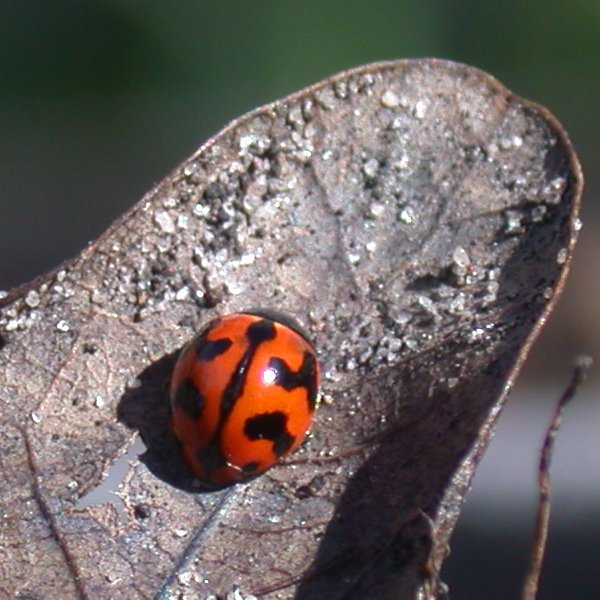
Con coccinella transversalis đậu trên lá sồi chết
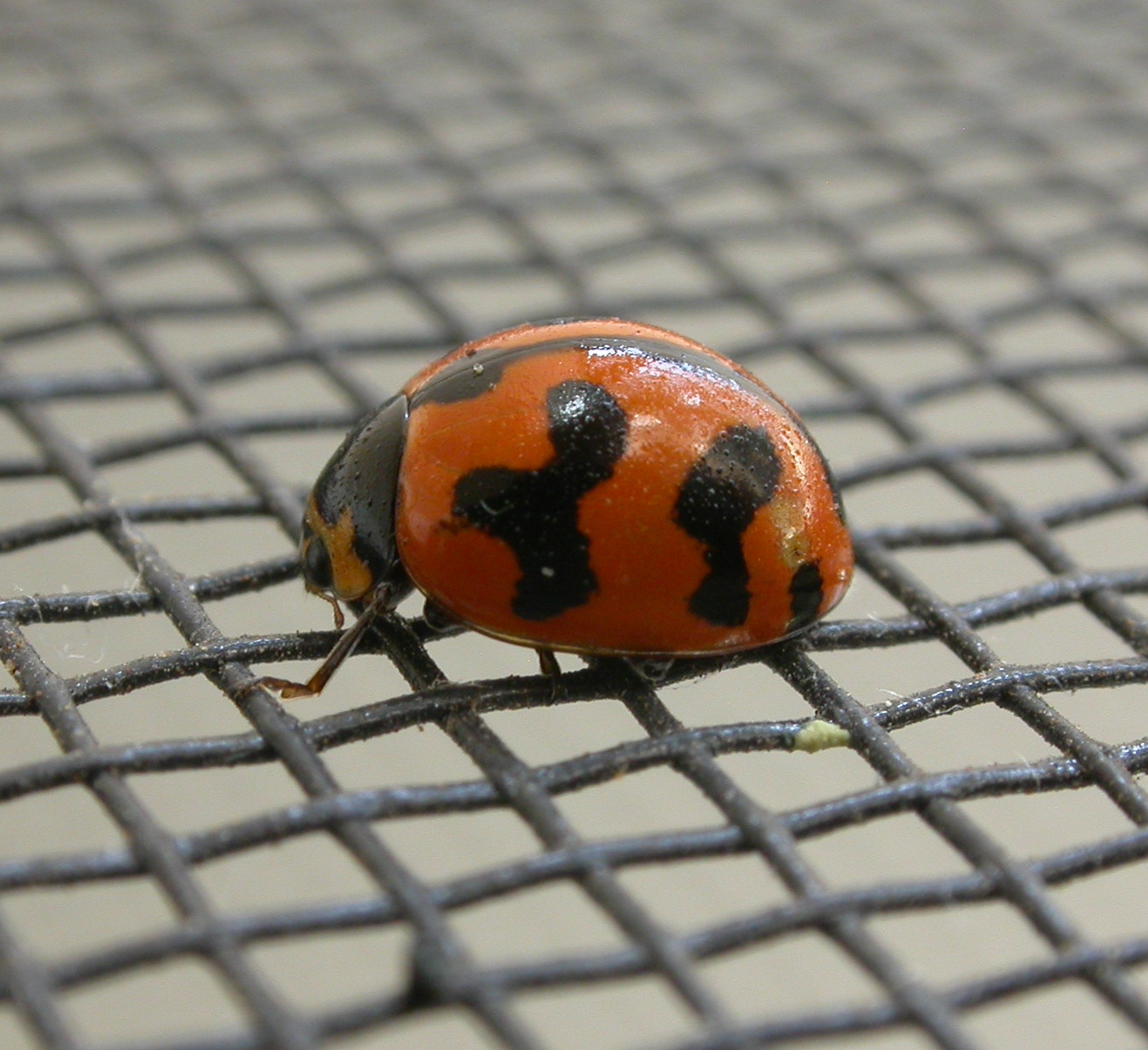